# ديوان الإنشاء
ديوان الإنشاء أو الرسائل هو ديوان يتولَّى تحرير كتب الخليفة وأوامره إلى الولاة والقوَّاد وكبار الموظَّفين، وكتب التقليد والرسائل السياسية، وأصل التسمية مأخوذ من الإنشاء والابتداء.
يقول القلقشندي: " مصدر أنشأ الشيء ينشئه إذا ابتدأه واخترعه، وحينئذ فإضافة الديوان للإنشاء تحتمل أمرين: أحدهما: أن الأمور السلطانية من المكاتبات والولايات تنشأ عنه وتبدأ منه، والثاني: أن الكاتب ينشئ لكل واقعة مقالاً، وقد كان هذا الديوان في الزمن المتقدم يعبر عنه بديوان الرسائل تسمية له بأشهر الأنواع التي تصدر عنه لأن الرسائل أكثر أنواع كتابة الإنشاء وأعمها، وربما
قيل ديوان المكاتبات. ثم غلب عليه هذا الاسم وشهر به.

## تاريخه
في العهد النبوي:
يعد دوان الإنشاء أول ديوان وضع في الإسلام، وذلك في زمن النبي محمد صلى الله عليه وسلم،  إلا أنه لم يكن معروفاً بهذا الاصطلاح الذي عرف به فيما بعد كديوان مستقل له أهمية في إدارة شؤون الدولة، إذ كان النبي صلى الله عليه وسلم يملي على بعض الكتبة من الصحابة نصوص المعاهدات والصلح التي يجريها بينه وبين اليهود في المدينة، أو بينه وبين قريش كصلح الحديبية، وكرسائله بعد ذلك إلى من حوله من الملوك يدعوهم فيها إلى دين الإسلام، كالنجاشي ملك الحبشة، وكسرى ملك الفرس، وهرقل ملك الروم، والمقوقس صاحب مصر، وغيرهم، كما كان النبي صلى الله عليه وسلم يكاتب ولاته وأمراءه على السرايا ويكاتبونه، وعليه فإن ديوان الرسائل يعتبر عربياً منذ نشأته.
وكان النبي صلى الله عليه وسلم يختم مراسلاته بعد أن أخبر أن ملوك العجم لا يقبلون كتاباً إلا أن يكون مختوماً، فاتخذ خاتماً من فضة ونقش عليه «محمد رسول الله»، وتختم به من بعده أبو بكر وعمر وعثمان ثم سقط من يد عثمان في بئر أريس.
في العهد الراشدي:
وكما كان عليه ديوان الإنشاء في العهد النبوي من البساطة فإن أمره لم يختلف كثيراً زمن العهد الراشدي، فلم يكن هنالك ديوان خاص بالرسائل الا أنهم كانوا يتخذون الكتاب، ويبعثون بالكتب إلى الولاة وقادة الجيوش بالتوجيه والمشورة، فكتب لأبي بكر الصديق عثمان بن عفان، وزيد بن ثابت، وكتب لعمر بن الخطاب زيد بن ثابت و عبد الله بن خلف الخزاعي، وكتب لعثمان بن عفان مروان بن الحكم، وكتب لعلي بن أبي طالب عبد الله بن رافع وسعيد بن نجران الهمداني، ثم انقضى العهد والكتابة منحصرة في واحد يضبط حساب الديوان من أعطيات الجند، ويكتب المراسلات، وربما كانا اثنين معاً، يتولى الثاني كتابة بيت المال.
في العهد الأموي:
تطور الأمر زمن الأمويين، إذ كانت الحاجة لكُتَّاب الإنشاء أشدَّ من ذي قبل، حيث اتسعت رقعة الخلاقة الإسلامية، وتعدَّدت مصالح الدولة ومراسلات الخليفة لعماله وولاته، فظهرت كتابة الإنشاء بشكل واضح جلي، وصارت الكتابة منصبًا من مناصب الدولة لا يستغنى عنه فأنشأ لها ديوان مستقل
بذاته عن غيره من الدواوين كديوان الخراج وديوان الجند، إضافة إلى كاتب الشرطة وكاتب القاضي، وقد يسمى هذا الديوان في العهد الأموي بكاتب السر، لكونه يعتبر يد الخليفة وكاتب سره. ومن أبرز من أشتهر من الكتاب في هذا العهد روح بن زنباع وأبو الزعيزعة مولى عبد الملك بن مروان.
في العهد العباسي:
ثم تطور الأمر في زمن العباسيين فأصبح لديوان الإنشاء اختصاصات أخرى وإضافات تزيده قوة وأهمية، كالتوقيع على الرقاع أو الرسائل التي ترفع للخليفة، وهو بمثابة ملخص أو مختصر لما هو مكتوب في الرقعة أو الرسالة، يتولى ذلك في الغالب الحاجب أو من يعينه لهذا الأمر من ذوي الفصاحة والبلاغة، قد بلغت هذه التوقيعات أقصى ما يمكن أن تبلغه من الاختصار والبلاغة، وإظهار ذكاء مُوَقِّعِها، وقدرته على حسن الفصل وإصابة الغرض، ومن أشهرهم الربيع بن يونس وزير المنصور، ويحيى بن خالد البرمكي، وابنه جعفر بن يحيى البرمكي وزير الرشيد، الذي كان على درجة عالية في أساليب البلاغة وفنونها،  وكان البلغاء يتنافسون في تحصيل توقيعاته، حتى قيل: "إن كل توقيع منها كان يُباع بدينار" ، كما أن من شأن الكاتب أن يتلقى توجيهات الخليفة فيكتبها بأبلغ عبارة وأوجزها، يقول ابن خلدون: "ومن خطط الكتابة التوقيع، وهو أن يجلس الكاتب بين يدي السلطان في مجالس حكمه وفصله، ويوقع على القصص المرفوعة اليه أحكامها، والفصل فيها متلقاة من السلطان بأوجز لفظ وأبلغه.
وفي أواخر العهد العباسي استقلت الكتابة، وعهد فيها إلى غير الوزراء، وكانوا ببغداد يقال لهم كتاب الإنشاء، وكبيرهم يدعى رئيس ديوان الإنشاء أو كاتب السر، كما سمي أيضاً بالديوان العزيز، هو الذي يخاطبه الملوك في مكاتبات الخلفاء.

## شيخ الكتاب
كان شيخ الكتاب هو أهم منصب في ديوان الإنشاء، وهو مسؤول عن كتابة الرسائل الديوانية على المستوى الحكومي، وقد شغله عدد من أهم أدباء النثر العربي طيلة دول الخلافة الإسلامية، منهم عبد الحميد الكاتب، والذي يُعتبر من أوائل من حدثوا وأضافوا للنثر العربي.